# 8616-os mellékút (Magyarország)
A 8616-os számú mellékút egy rövid, kevesebb, mint 4 kilométer hosszú, négy számjegyű országos közút Győr-Moson-Sopron vármegye déli részén; Iván község határától húzódik Répceszemere központjáig.

## Nyomvonala
Iván község déli külterületei között, a központjától bő egy kilométerre délre indul, a 8617-es útból kiágazva, kelet-északkelet felé. Mintegy 600 méter után keresztezi az 1979-ben megszüntetett Fertővidéki Helyiérdekű Vasút egykori nyomvonalát, 900 méter után pedig délebbi irányt vesz. Nagyjából 1,7 kilométer után újra találkozik a hajdani vasúti nyomvonallal, melynek alacsony töltése többé-kevésbé felismerhetően kíséri az utat a következő, mintegy egy kilométernyi szakaszán, előbb a déli, majd az északi oldalán.
Közben, 2,5 kilométer megtételét követően az út átlép Répceszemere területére, nem sokkal ezután pedig a régi vasúti nyomvonal északkelet felé eltávolodik tőle. Majdnem pontosan három kilométer után éri el ez utóbbi település lakott részeit, melyek közt előbb a Vasúti sor, majd a Fő utca nevet veszi fel. Így is ér véget, a község központjában, beletorkollva a 8614-es útba, annak a 8+450-es kilométerszelvényénél.
Teljes hossza, az országos közutak térképes nyilvántartását szolgáló kira.gov.hu adatbázisa szerint 3,889 kilométer.

## Települések az út mentén
- (Iván)
- Répceszemere